# Platycnemis kervillei
Platycnemis kervillei – gatunek ważki z rodziny pióronogowatych (Platycnemididae).